# Die Königin des Nordens
Die Königin des Nordens (dänisch: Margrete den Første, englisch: Margrete: Queen of the North) ist ein dänisches Historiendrama aus dem Jahr 2021 unter der Regie von Charlotte Sieling. Der Film dreht sich um den „Falschen Oluf“, einen Betrüger, der 1402 behauptete, der Sohn der Titelfigur Margarethe I., der verstorbene König Olav II. von Dänemark zu sein. Der Film wurde am 21. August 2021 beim Norwegian International Film Festival uraufgeführt. Seine deutsche Kinopremiere fand am 30. Dezember 2021 statt.

## Handlung
Auf der Insel Gotland betrachtet 1361 die junge Prinzessin Margarete von Dänemark nach der Schlacht von Visby das Schlachtfeld, ihren siegreichen Vater, König Waldemar IV. Atterdag, neben sich. Vierzig Jahre später vereint Margarete, mittlerweile Königin, erfolgreich Dänemark, Norwegen und Schweden, wodurch 1397 die Kalmarer Union gegründet wurde. Sie übt die Macht jedoch nicht für sich selbst aus, sondern für ihren Adoptivsohn Erik von Pommern, den sie in jedem der drei Königreiche zum König krönen ließ. 1402 kommt es auf der norwegischen Hochebene Hardangervidda zu einem Treffen von Margarete mit führenden Magnaten der drei Königreiche um ein stehendes Heer der Union zur Abwehr der Deutschen, insbesondere des Deutschen Ordens, zu bilden. Später im Jahr ruft die Königin die führenden Magnaten der drei Königreiche nach Schloss Kalmar, um Eriks Verlobung mit der achtjährigen Philippa von England beizuwohnen, der Tochter von König Heinrich IV. von England.
Während des Festes zur Begrüßung der Engländer in Kalmar erzählt der norwegische Magnat Asle Jonsson Margarete, dass er auf dem Weg nach Kalmar einen Mann getroffen habe, der aus Graudenz im zum Deutschordensstaat gehörenden Kulmerland komme und behaupte, Margaretes Sohn Olav zu sein. Olav war als Kind König von Dänemark und Norwegen gewesen, aber fünfzehn Jahre zuvor plötzlich in Falsterbo gestorben. Damals war er siebzehn Jahre alt, kurz davor, volljährig zu werden und die Herrschaft über die beiden Königreiche von seiner Mutter zu übernehmen. Seitdem verbreiten die Feinde der Königin dunkle Gerüchte, sie habe ihn ermorden lassen, um selbst an der Macht zu bleiben. Margarete versichert Asle, dass ihr Sohn tot ist, aber er besteht darauf, dass er den Mann als Olav erkennt. Diese aufrührerische Nachricht verbreitet sich schnell. Der Mann aus Graudenz wird nach Kalmar gebracht und von Margarete öffentlich verhört. Er wiederholt seine Behauptung, er sei König Olav und erklärt, dass einem seiner Gefolgsleute 1387 befohlen wurde, ihn zu töten. Der Attentäter hätte sich nicht dazu durchringen können, die Tat durchzuführen. Er entführte ihn stattdessen und brachte ihn nach Preußen, wo er fünfzehn Jahre gefangen gehalten worden sei. Vor einigen Wochen wurde er plötzlich ohne Erklärung freigelassen und hat sich anschließend auf den Weg zurück nach Skandinavien gemacht, um sein rechtmäßiges Erbe zurückzufordern. Margarete befiehlt, ihn in die Kerker zu sperren, während sie entscheidet, was mit ihm geschehen soll.
In den folgenden Tagen sieht sich Margarete einem schrecklichen Dilemma gegenüber. Erik – der seine Legitimität verlieren würde, wenn der Gefangene als Olav erkannt wird – wird zunehmend unruhig und unsicher. Bischof Peder drängt sie, den Mann aus Graudenz sofort hinrichten zu lassen, um Zwietracht zwischen den drei Reichen zu verhindern. Bourcier droht mit dem Abbruch der Verhandlungen und will mit Philippa nach England zurückkehren, es sei denn, die Frage nach Eriks Status wird schnell geklärt. Auf der anderen Seite sind Asle und die norwegischen Stadträte fest davon überzeugt, dass der Mann aus Graudenz Olav sei. Je mehr Margarete mit ihm spricht, desto mehr fragt sie sich, ob er wirklich ihr Sohn ist. Ihr Zweifel verstärkt sich, als keiner ihrer Ratsmitglieder bestätigen kann, Olavs Leiche nach seinem Tod gesehen zu haben, da sie alle zu große Angst vor einer Infektion durch die Pest hatten.
Um sich die Entscheidung zu erleichtern, schlägt Margarete vor, wenn der Mann aus Graudenz öffentlich leugnet, Olav zu sein, dann verschont sie sein Leben. Er weigert sich jedoch hartnäckig. Margarete ist nun überzeugt, dass der Mann aus Graudenz tatsächlich ihr Sohn Olav ist. Daher lässt Margrete Olav aus seiner Gefängniszelle befreien, in der Absicht, dass die drei gemeinsam nach Bergen fliehen. Doch als Margarete aus dem Schloss schlüpfen will, um sich mit Olav und Asle zu treffen, trifft der Pirat Jakob Nilsson ein. Er hat erfahren, dass der Deutsche Orden eine Invasion auf dem schwedischen Festland plant. Der Orden hat die Freilassung von Olav geplant, um maximale Zwietracht unter den skandinavischen Königreichen zu verursachen. Als Margarete erkennt, dass die skandinavische Einheit angesichts der deutschen Bedrohung wichtiger ist als ihre persönlichen Gefühle, verrät sie Olav. Margarete kann Erik überreden, Asle zu verschonen, aber Olav wird öffentlich lebendig verbrannt. Es wird angedeutet, dass der Deutsche Orden nach der Wiederherstellung der skandinavischen Einheit seine geplante Invasion absagt. Der Film endet mit einem kurzen Text, der besagt, dass die Kalmarer Union 126 Jahre Bestand hatte. Zudem wird mitgeteilt, dass die Identität des Mannes, der als Olav auftrat, bis heute unaufgeklärt geblieben ist.

## Produktion

### Filmstab und Produktion
Regie führte Charlotte Sieling, das Drehbuch stammt von Jesper Fink, Maya Ilsøe und Charlotte Sieling. Die Kameraführung lag in den Händen von Rasmus Videbæk. Die Musik komponierte Jon Ekstrand. Für den Filmschnitt war Sverrir Kristjánsson verantwortlich. In wichtigen Rollen sind Trine Dyrholm, Søren Malling und Jakob Oftebro zu sehen. Produziert wurde der Film von Lars Bredo Rahbek.

### Dreharbeiten und Veröffentlichung
Der Film wurde am 21. August 2021 beim Norwegian International Film Festival uraufgeführt, seine Deutschland-Premiere hatte er im November 2021 bei den Nordischen Filmtagen Lübeck und sein Kinostart in Deutschland war am 30. Dezember 2021.

## Rezeption
Bettina Peulecke im NDR urteilt: Die Königin des Nordens wird „[…] brillant verkörpert von der dänischen Schauspielerin Trine Dyrholm. Sie verleiht der historischen Figur die perfekte Mischung aus distanziertem Kalkül und emotionaler Hin- und Hergerissenheit.“ Oliver Armknecht von film-rezensionen.de bescheinigt dem Film, er sei „eindrucksvoll gespielt und zeitlos interessant“. Auf filmstarts.de wird die Hauptdarstellerin ebenfalls gelobt: „Ein erstklassig aussehendes, spannend erzähltes und sehr atmosphärisches Historien-Drama mit einer brillanten Hauptdarstellerin.“

## Auszeichnungen und Nominierungen
Der Film erhielt 2021 den von den Lübecker Nachrichten gestifteten Publikumspreis.